# Rombowce
Rombowce (Dicyemida) – grupa około 100 gatunków mikroskopijnej wielkości morskich zwierząt bezkręgowych pasożytujących w nerkach głowonogów, klasyfikowanych w randze typu Dicyemida, a tradycyjnie zaliczanych do typu Mesozoa i gromady Rhombozoa.
Rombowce są pasożytami na nerkach kałamarnic i ośmiornic. Ich cykl życiowy jest niezwykle złożony i nie do końca poznany. Z zapłodnionych jaj rozwijają się liczne nitkowate larwy (nematogeny). Z niektórych nematogenów wykształcają się niewielkie hermafrodytyczne organizmy, tzw. infusoriogeny, produkujące znaczne ilości plemników i komórek jajowych. Dopiero te ostatnie wydostają się poza ciało żywiciela, już w formie larwalnej. Dorosłe osobniki składają jaja w ciele kolejnego żywiciela, w którym to pojawia się kolejne pokolenie nematogenetyczne.

## Klasyfikacja biologiczna
Rombowce i prostopływce (Orthonectida) były uważane za organizmy pośrednie pomiędzy pierwotniakami (Protozoa), a wielokomórkowcami właściwymi (Eumetazoa). Klasyfikowano je w odrębnym typie Mesozoa. Badania molekularne sugerują jednak, że są to dalece uwstecznione zwierzęta trójwarstwowe.
Rombowce dzielone są na dwa rzędy:
- rząd: Dicyemida (dwurodne)
  - rodzina: Dicyemidae
    - rodzaj: Dicyema
    - rodzaj: Dicyemennea
    - rodzaj: Dicyemodeca
    - rodzaj: Dodecadicyema
    - rodzaj: Pleodicyema
    - rodzaj: Pseudicyema

  - rodzina: Katharellidae
    - rodzaj: Kantharella
- rząd: Heterocyemida (rozmaitorodne)
  - rodzina: Conocyemidae
    - rodzaj: Conocyema
    - rodzaj: Microcyema